# Centromerita
Centromerita este un gen de păianjeni din familia Linyphiidae.
Cladograma conform Catalogue of Life:
| Centromerita | \| \| Centromerita bicolor \| \| \| \| \| \| Centromerita concinna \| \| \| \| |
|              | \| \| Centromerita bicolor \| \| \| \| \| \| Centromerita concinna \| \| \| \| |
|              | Centromerita bicolor                                                           |
|              |                                                                                |
|              | Centromerita concinna                                                          |
|              |                                                                                |